# Oedicodia grisescens
Oedicodia grisescens är en fjärilsart som beskrevs av Emilio Berio 1947. Oedicodia grisescens ingår i släktet Oedicodia och familjen nattflyn. Inga underarter finns listade i Catalogue of Life.